# Аполлон (Система Коперника)
Аполлон (Система Коперника) — вітраж Станіслава Виспянського для Медичного товариства в Кракові, створений 1904 року.

## Розташування та історія
Вітраж розташований у Будинку медичного товариства, (вулиця Radziwiłłowska, 4 в Кракові). Будівля збудована на прохання доктора Юліана Новака у 1904.
Це один із багатьох шедеврів декоративно-прикладного мистецтва, розроблений Виспянським, який також спроектував сходові поручні, настінні розписи й підлогу, а також меблі та люстри. Це єдина подібна робота автора для нерелігійних установ.
Станіслав Виспянський був неймовірно різнобічним. Крім своїх літературних праць він залишив після себе безліч малюнків, мальовничих та пастельних зображень з видами Кракова, портретів, різноманітні ілюстрації та графічні роботи. Виспянський розробив дизайн цілого ряду вітражів та розписів для церков, а також створив проект реконструкції Вавельського замку, так і не втіленого в життя.
Вітраж був зроблений на основі малюнку з тією ж назвою; малюнок знаходиться в колекції Національного музею у Кракові, його передав у 1946 році як подарунок доктор Юліан Новак. Початково планувалося зобразити не Аполлона, а Миколу Коперника. Проект вітража є одним з найбільш відтворюваних творів Виспянського, друкувався у журналах, альбомах та на поштових марках.

## Опис
Аполлон, бог Сонця, на вітражі зв'язаний і прив'язаний до ліри, яка давить на нього своєю вагою. Навколо Аполлона — інші планети Сонячної системи: Сатурн, Юпітер, Марс, Меркурій, Земля, Місяць (супутник) і Венера.